# Wrohm
Wrohm település Németországban, Schleswig-Holstein tartományban. Lakosainak száma 724 fő (2023. december 31.).

## Népesség
A település népességének változása:
| Lakosok száma | 639  | 691  | 677  | 717  | 727  | 724  |
|               | 1975 | 2017 | 2019 | 2021 | 2022 | 2023 |